# Saison 9 de Seinfeld
Chronologie
Saison 8
La neuvième saison de Seinfeld, une sitcom américaine, est diffusée pour la première fois aux États-Unis par NBC entre le 25 septembre 1997 et le 14 mai 1998.